# Esttec 884
Esttec 884 – samochód wyścigowy konstrukcji Esttec, używany w Formule 4 i Formule Mondial w latach 1988–1997.

## Historia
Przedsiębiorstwo Esttec powstało w wyniku współpracy radziecko-niemieckiej, a jego głównym projektantem był Raul Sarap. Pierwszy samochód skonstruowany przez firmę miał wziąć udział w Skandynawskiej Formule 4, co wynikało z zainteresowania zawodników bałtyckich tą serią.
Istotnie, pierwszym samochodem Estteku był model 884, przeznaczony do wyścigów Formuły 4. Głównym projektantem został Sarap, który przy pracy wykorzystał swój poprzedni projekt, Estonię 24 z 1986 roku. W porównaniu z Estonią nie zmieniono w większym stopniu monokoku i paneli nadwozia. Zastosowano za to szereg zagranicznych części, jak silnik Volkswagena Golfa GTI 1,6 z dwoma podwójnymi gaźnikami Weber 40DCOE, a także skrzynię biegów Hewland, amortyzatory Bilstein, hamulce AP i opony Avon.
Pierwszy egzemplarz modelu 884 powstał wiosną 1989 roku, a prowadzący go Ott Vanaselja zdobył Puchar Skandynawsko-Bałtycki, jak również został mistrzem Estońskiej Formuły Mondial. Na początku 1990 roku wyprodukowano pięć dodatkowych egzemplarzy, których kierowcami byli Marek Kiisa, Tero Simonen, Mika Talasvuori oraz startujący dla Team Kinnunen Toomas Napa i Väino Pentus. Simonen zdobył w 1990 roku mistrzostwo Fińskiej Formuły 4. Następnie kilka egzemplarzy zostało sprzedanych do Finlandii, a ich kierowcami byli Pasi Anderson, Mika Kastrén, Jari Vesalainen czy Jari Salminen. Anderson w 1992 roku zajął w mistrzostwach Finlandii czwarte miejsce. Przetrwały dwa egzemplarze Estteka 884, z czego jeden jest wystawiony w Estońskim Muzeum Motoryzacji, a drugi uczestniczy w zawodach historycznych.